# 卡斯特略德法尔法尼亚
卡斯特略德法尔法尼亚，是西班牙加泰罗尼亚莱里达省的一个市镇。 总面积53平方公里，总人口583人（2001年），人口密度11人/平方公里。